# Eo (filme)
Eo (em polonês/polaco:  Io, também escrito EO) é um longa-metragem polaco-italiano do gênero roadmovie de 2022 dirigido por Jerzy Skolimowski. Inspirado no filme de Robert Bresson de 1966, Au Hasard Balthazar, segue a vida de um burro nascido em um circo polonês. O filme estreou na competição no Festival de Cinema de Cannes em maio de 2022, onde venceu o Prêmio do Júri, empatando com The Eight Mountains. EO também foi selecionado para representar a Polônia na corrida ao Oscar 2023 na categoria de Melhor Filme Internacional de 2023, figurou na lista preliminar de dezembro 2022 junto a outros quinze filmes de todo o mundo, e foi indicado em janeiro de 2023.

## Sinopse
Em uma jornada na Europa moderna, um burro através de seus olhos encontra em sua viagens pessoas boas e más e testemunha alegria e dor.

## Elenco
- Sandra Drzymalska como Kasandra
- Lorenzo Zurzolo como Vito
- Mateusz Kościukiewicz como Mateo
- Isabelle Huppert como the Countess

O burro Eo é representado por seis burros: Ettore, Hola, Marietta, Mela, Rocco e Tako.

## Recepção

### Resposta da Crítica
No site de agregação de resenhas, Rotten Tomatoes, Eo detém um índice de aprovação de 97% com base em 68 resenhas de críticos, com uma classificação média de 7,9/10. O consenso do site diz: "Atualizando bravamente Bresson com resultados brilhantes, Eo é um drama dirigido por um burro que teimosamente ficará com você muito tempo depois da rolagem dos créditos". No Metacritic, que utiliza uma média ponderada, o filme detém uma pontuação de 82 em 100 com base em 19 críticas que indicam "aclamação universal".
EO ficou em quarto lugar na lista dos 10 melhores filmes de 2022 da prestigiada revista de críticas cinematográficas francesa, Cahiers du Cinema.

### Prêmios e Indicações
| Prêmio                                        | Data da Cerimônia      | Categoria                                                                | Indicados         | Resultado | Ref.   |
| --------------------------------------------- | ---------------------- | ------------------------------------------------------------------------ | ----------------- | --------- | ------ |
| Festival de Cinema de Cannes                  | 28 de Maio de 2022     | Palme d'Or                                                               | Jerzy Skolimowski | Indicado  | [ 10 ] |
| Festival de Cinema de Cannes                  | 28 de Maio de 2022     | Prêmio do Juri                                                           | Jerzy Skolimowski | Venceu    | [ 10 ] |
| Festival de Cinema de Cannes                  | 28 de Maio de 2022     | Prêmio de Trilha Sonora                                                  | Paweł Mykietyn    | Venceu    | [ 11 ] |
| Miskolc International Film Festival           | 17 de Setembro de 2022 | Prêmio Emeric Pressburger                                                | Eo                | Indicado  | [ 12 ] |
| Festival Internacional de Cinema de Hamptons  | 15 de Outubro de 2022  | Prêmio Zelda Penzel Giving Voice to the Voiceless                        | Eo                | Venceu    | [ 13 ] |
| Montclair Film Festival                       | 30 de outubro de 2022  | Filme de Ficção                                                          | Eo                | Indicado  | [ 14 ] |
| Hollywood Music in Media Awards               | 16 de Novembro de 2022 | Melhor Trilha Sonora Original em Filme Independente (Língua Estrangeira) | Paweł Mykietyn    | Indicado  | [ 15 ] |
| New York Film Critics Circle Awards           | 2 de Dezembro de 2022  | Melhor Filme Internacional                                               | Eo                | Venceu    | [ 16 ] |
| National Board of Review                      | 8 de Dezembro de 2022  | Cinco melhores filmes em língua estrangeira                              | Eo                | Venceu    | [ 17 ] |
| European Film Awards                          | 10 de Dezembro de 2022 | Melhor Diretor                                                           | Jerzy Skolimowski | Venceu    | [ 18 ] |
| European Film Awards                          | 10 de Dezembro de 2022 | Melhor Trilha Sonora                                                     | Paweł Mykietyn    | Venceu    | [ 19 ] |
| European Film Awards                          | 10 de Dezembro de 2022 | Prêmio de Filme da Academia de Cinema Europeu                            | Eo                | Venceu    | [ 20 ] |
| New York Film Critics Online                  | 11 de Dezembro de 2022 | Melhor Filme Estrangeiro                                                 | Eo                | Venceu    | [ 21 ] |
| Los Angeles Film Critics Association          | 11 de Dezembro de 2022 | Melhor Filme Estrangeiro                                                 | Eo                | Venceu    | [ 22 ] |
| Los Angeles Film Critics Association          | 11 de Dezembro de 2022 | Melhor Cinematografia                                                    | Michał Dymek      | Venceu    | [ 22 ] |
| Los Angeles Film Critics Association          | 11 de Dezembro de 2022 | Melhor Trilha Sonora                                                     | Paweł Mykietyn    | Vice      | [ 22 ] |
| Washington D.C. Area Film Critics Association | 12 de Dezembro de 2022 | Melhor Filme Internacional/Estrangeiro                                   | Eo                | Indicado  | [ 23 ] |
| Dallas–Fort Worth Film Critics Association    | 19 de Dezembro de 2022 | Melhor Filme Estrangeiro                                                 | Eo                | 5º lugar  | [ 24 ] |
| Dallas–Fort Worth Film Critics Association    | 19 de Dezembro de 2022 | Prêmio Russell Smith                                                     | Eo                | Venceu    | [ 24 ] |
| London Film Critics' Circle                   | 5 February 2023        | Filme Estrangeiro do Ano                                                 | Eo                | Pendente  | [ 25 ] |

## Ligações Externas
- «Sítio oficial»
- Eo. no IMDb.